# Recettore dell'inositolo trifosfato

## Recettore IP3
Il Recettore dell'inositolo trifosfato è un recettore costituito da un complesso glicoproteico che funge da canale del calcio. Una volta che l'inositolo trifosfato si lega al recettore, questo si apre favorendo il flusso di ioni calcio.

## Storia
Il recettore è stato purificato per la prima volta nel cervello del ratto.

## Struttura
Il recettore è formato da 4 subunità uguali (omotetramero) con un sito di legame per l'inositolo trifosfato per ogni subunità (totale di 4 siti di legame per IP3). Per ogni subunità abbiamo i seguenti domini:
- Regione di repressione - Chiude il canale se non c'è IP3 e lega proteine HOMER;
- Sito di legame per IP3;
- Dominio di modulazione - Lega proteina AKAP che recluta PKA;
- Dominio legante ATP;
- Dominio legante calcio.

## Localizzazione
A livello cellulare si trova nei calciosomi e nel reticolo endoplasmatico liscio. Organicamente è molto abbondante in cervello e muscoli.

## Funzione
Ogni volta che viene stimolato un recettore accoppiato a proteine Gq/11 abbiamo l'attivazione della fosfolipasi Cβ che trasforma il fosfatidil-inositolo in fosfatidil-inositolo-bifosfato, a sua volta scisso in diacilglicerolo e inositolo trifosfato. Quest'ultimo lega il recettore per IP3 sul calciosoma calcio-sensibile e favorisce l'uscita di calcio dal calciosoma attraverso il recettore per IP3 stesso. Esplicata la sua azione, per riempire nuovamente i depositi del calciosoma, il calcio dall'esterno della cellula entra nel citosol tramite il canale CRAC ed è veicolato dalle proteine HOMER all'interno del calciosoma attraverso il recettore per l'IP3. Il flusso di ioni calcio nel recettore è quindi in entrambi i sensi, sia in entrata che in uscita.

## Regolazione
Il recettore è regolato da:
- Calcio;
- ATP;
- PKG - Tramite fosforilazione;
- Calcineurina o PP2B - Tramite defosforilazione;
- Eparina - Blocca il recettore.

Se c'è l'inositolo trifosfato, esce calcio e, una volta raggiunta la concentrazione citosolica di 300nM, il calcio stesso chiude il canale anche se siamo ancora in presenza dell'IP3.